# Jean Baptiste Broebes
Jean Baptiste Broebes (auch Broëbes) (* um 1660 in Paris; † nach 1720 in Barby) war ein französischer Kupferstecher und Architekt, der in Bremen und in Preußen wirkte.

## Leben
Jean Baptiste Broebes studierte in Frankreich Festungs- und Zivilbaukunst und absolvierte eine Ausbildung als Kupferstecher bei Jean Marot und François Chauveau in Paris. Er musste 1685 als Hugenotte das Land verlassen, war ab 1686 als Ratsbaumeister in Bremen angestellt. Hier entwarf er die Pläne für das Weserbrückentor und die alte Börse auf dem Liebfrauenkirchhof im Stil des Barocks. In Bremen stieß er durch diesen hier noch ungewohnten Stil auf Kritik. Er trat 1692 in brandenburgische Dienste. Als Ingenieurhauptmann in Pillau (1692–1697) war er unter anderem am Umbau von Schloss Schlobitten beteiligt. Nach seiner Berufung nach Berlin im Jahr 1699 lehrte er an der Akademie der Künste als Professor für Militär- und Zivilbaukunst. Wenige Jahre nach seiner Berufung nach Barby im Jahr 1720, wo er die Vollendung des 1687 begonnenen Schlosses übernehmen sollte, verstarb er.

## Werk
Als Broebes’ Hauptwerk gilt die als Auftragsarbeit für den brandenburgischen Kurfürsten und späteren preußischen König Friedrich I. geschaffene Sammlung von Ansichten aller Stadtschlösser, Lustschlösser und königlichen Palais, die es an der Wende vom 17. zum 18. Jahrhundert in Berlin, Potsdam und Umgebung gab. Diese 52 Blätter umfassenden Vues des Palais et Maisons de Plaisance de S. M. le Roy de Prusse sind posthum 1733 im Kunsthandel von Johann Georg Merz in Augsburg erschienen. Als ausführender Architekt erlangte Broebes indes kaum Bedeutung.